# Sara Haden
Sara Haden (parfois créditée Sarah Haden, son nom de naissance) est une actrice américaine, née le 17 novembre 1899 à Galveston (Texas), morte le 15 septembre 1981 à Los Angeles — Quartier de Woodland Hills (Californie).

## Biographie
Elle est la fille de Charlotte Walker (1876-1958), actrice au théâtre à Broadway (New York) et au cinéma (muet principalement).
Sara Haden débute elle-même à Broadway en 1921, dans Macbeth de William Shakespeare, aux côtés de Walter Hampden. Elle joue sur les planches new-yorkaises dans huit autres pièces, l'avant-dernière en 1929, l'ultime en 1938.
Au cinéma, elle contribue à quatre-vingt-quatre films américains, les neuf premiers sortis en 1934 (dont Mademoiselle Hicks de John Cromwell, avec Katharine Hepburn et Robert Young, marquant ses débuts à l'écran). Elle est surtout connue pour son rôle récurrent de la tante Milly Forrest, dans quatorze films (sur seize) de la série cinématographique consacrée à Andy Hardy (interprété par Mickey Rooney, nommé André Hardy en français), depuis Secrets de famille en 1937, jusqu'à Andy Hardy comes Home en 1958 (avec lequel elle termine sa carrière au cinéma), la plupart d'entre eux réalisés par George B. Seitz. Cette série est produite par la Metro-Goldwyn-Mayer, au sein de laquelle l'actrice travaille souvent (mais non exclusivement).
Le reste de sa filmographie comprend notamment plusieurs films biens connus, comme Le Secret magnifique de John M. Stahl (version de 1935, avec Irene Dunne et Robert Taylor), The Shop Around the Corner d'Ernst Lubitsch (1940, avec James Stewart et Margaret Sullavan), Honni soit qui mal y pense d'Henry Koster (1947, avec Cary Grant, Loretta Young et David Niven), ou encore Ma vie à moi de George Cukor (1950, avec Lana Turner et Ray Milland). Notons ici que Sara Haden croise d'abord Cukor (alors metteur en scène) à Broadway, en 1927-1928, à l'occasion de Trigger, avec Walter Connolly ; elle y joue le rôle d’Etta Dawson, qu'elle reprend dans l'adaptation au cinéma de cette pièce (son premier film pré-cité de 1934, Mademoiselle Hicks).
Enfin, à la télévision, elle participe à vingt-huit séries (ex. : Perry Mason) entre 1951 et 1965, année où elle se retire.

## Théâtre
Pièces jouées à Broadway
- 1921 : Macbeth de William Shakespeare, avec Walter Hampden (également producteur et metteur en scène)
- 1922 : Lawful Larceny de Samuel Shipman, avec Alan Dinehart, Lowell Sherman
- 1925 : Out of Step d'A.A. Kline, avec Rose Hobart
- 1927-1928 : Trigger de Lula Vollmer, mise en scène par George Cukor, avec Walter Connolly, Minor Watson
- 1928 : The Wrecker d'Arnold Ridley et Bernard Merivale
- 1928 : Girl Trouble de Barry Conners, mise en scène par (et avec) Alan Dinehart
- 1929 : Hot Water d'Helena Dayton et Louise Bascom Baratt, mise en scène par (et avec) Lucille La Verne
- 1929 : First Mortgage de Louis Weitzenkorn, avec Walter Abel
- 1938 : The Hill Between de Lula Vollmer, avec Mildred Dunnock

## Filmographie partielle

### Au cinéma
- 1934 : Mademoiselle Hicks (Spitfire) de John Cromwell
- 1934 : Filles d'Amérique (Finishing School) de George Nichols Jr. et Wanda Tuchock
- 1934 : The White Parade d'Irving Cummings
- 1934 : Le Calvaire de Flora Winters (The Life of Vergie Winters) d'Alfred Santell d'Alfred Santell
- 1934 : La Fontaine (en) (The Fountain) de John Cromwell
- 1934 : Miss Carrott (Anne of Green Gables) de George Nichols Jr.
- 1934 : Musique dans l'air (Music in the Air) de Joe May
- 1934 : Affairs of a Gentleman d'Edwin L. Marin
- 1935 : Le Secret magnifique (The Magnificent Obsession) de John M. Stahl
- 1935 : Furie noire (Black Fury) de Michael Curtiz
- 1935 : Tempête au cirque (O'Shaughnessy's Boy), de Richard Boleslawski
- 1935 : Les Mains d'Orlac (Mad Love) de Karl Freund
- 1936 : Pauvre Petite Fille riche (Poor Little Rich Girl) d'Irving Cummings
- 1936 : Capitaine Janvier (Captain January) de David Butler
- 1936 : Little Miss Nobody
- 1936 : The Crime of Dr. Forbes de George Marshall
- 1937 : Secrets de famille (A Family Affair) de George B. Seitz
- 1937 : La Fin de Mme Cheyney (The Last of Mrs. Cheyney) de Richard Boleslawski
- 1937 : First Lady de Stanley Logan
- 1937 : Sous le voile de la nuit (Under Cover of Night) de George B. Seitz
- 1939 : Le Secret du docteur Kildare (The Secret of Dr. Kildare), de Harold S. Bucquet
- 1939 : Un homme à la page (en) (Tell No Tales) de Leslie Fenton
- 1939 : André Hardy millionnaire (The Hardys Ride High) de George B. Seitz
- 1939 : André Hardy s'enflamme (Andy Hardy Gets Spring Fever) de W. S. Van Dyke
- 1939 : André Hardy détective (Judge Hardy and Son) de George B. Seitz
- 1939 : Four Girls in White (en) de S. Sylvan Simon
- 1939 : Remember? de Norman Z. McLeod
- 1940 : Rendez-vous (The Shop Around the Corner) d'Ernst Lubitsch
- 1940 : Keeping Company de S. Sylvan Simon
- 1940 : La Fièvre du pétrole (Boom Town) de Jack Conway
- 1940 : André Hardy va dans le monde (Andy Hardy meets Debutante) de George B. Seitz
- 1941 : Folie douce (Love Crazy) de Jack Conway
- 1941 : La vie commence pour André Hardy (Life Begins For Andy Hardy) de George B. Seitz
- 1941 : Souvenirs (H.M. Pulham, Esq.) de King Vidor

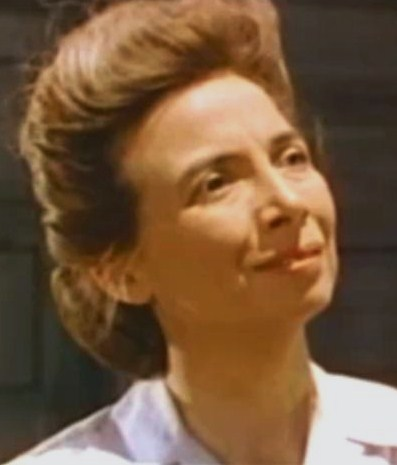
Dans Le Chat sauvage (1949)

- 1942 : La Femme de l'année (Woman of the Year) de George Stevens
- 1942 : Les Amours de Marthe (The Affairs of Martha) de Jules Dassin
- 1942 : André Hardy fait sa cour (The Courtship of Andy Hardy) de George B. Seitz
- 1942 : La Double Vie d'André Hardy (Andy Hardy's Double Life) de George B. Seitz
- 1943 : Un espion a disparu (Above Suspicion) de Richard Thorpe
- 1943 : L'Ange perdu (Lost Angel) de Roy Rowland
- 1943 : La jeunesse s'amuse (Best Foot Forward) d'Edward Buzzell
- 1944 : André Hardy préfère les brunes (Andy Hardy's Blonde Trouble) de George B. Seitz
- 1944 : Broadway qui chante (Broadway Rhythm) de Roy Del Ruth
- 1945 : Our Vines Have Tender Grapes (en) de Roy Rowland
- 1945 : She Wouldn't Say Yes d'Alexander Hall
- 1946 : La Femme loup (She-Wolf of London) de Jean Yarbrough
- 1946 : Mr. Ace (en) d'Edwin L. Marin
- 1946 : L'Ange et le Bandit (Bad Bascomb) de S. Sylvan Simon
- 1946 : Peines de cœur (Love Laughs at Andy Hardy) de Willis Goldbeck
- 1947 : Honni soit qui mal y pense (The Bishop's Wife) d'Henry Koster
- 1948 : Rachel and the Stranger de Norman Foster
- 1949 : Le Chat sauvage (The Big Cat) de Phil Karlson
- 1950 : The Great Rupert d'Irving Pichel
- 1950 : Ma vie à moi (A Life of Her Own) de George Cukor
- 1953 : Un lion dans les rues ou L'Homme à abattre (A Lion is in the Streets) de Raoul Walsh
- 1955 : Betrayed Women (en) d'Edward L. Cahn
- 1958 : Le Retour d'André Hardy (Andy Hardy Comes Home) de Howard W. Koch

### À la télévision (séries)
- 1959 : Première série Perry Mason, Saison 2, épisode 17 The Case of the Romantic Rogue de William D. Russell
- 1960 : Route 66 (titre original), Saison 1, épisode 6 Ten Drops of Water
- 1962 : Bonanza, Saison 4, épisode 14 The Jury de Christian Nyby
- 1965 : Mon Martien favori (My Favorite Martian), Saison 2, épisode 28 Once Upon a Martian Mother's Day de James V. Kern
- 1965 : Le Jeune Docteur Kildare (Doctor Kildare), Saison 5, épisode 3 Web of Hate de John Brahm